# Szilágyi Lajos
Szilágyi Lajos (Nyírtass, 1922. július 27. – 2004. december 22.) magyar általános mérnök, építésügyi és városfejlesztési miniszterhelyettes.

## Élete
Nyírtasson született, 1922. július 27-én, szegényparaszti családban (apja földműves volt). Elemi iskolái elvégzése után a kisvárdai gimnázium bejáró diákja lett. 1942-ben felvették a Magyar Királyi József Nádor Műszaki és Gazdaságtudományi Egyetem általános mérnöki karára, ahol hamarosan bekapcsolódott a baloldali diákmozgalomba; 1944-ben partizáncsoportot is létrehoztak. 1944 őszén kapcsolatba kerültek az illegális kommunista párttal; ennek részeként fegyveres ellenállásra felszólító röpcédulákat terjesztettek, sőt fegyvereket is szereztek.
A háború végét követően, 1945-ben megbízták a Hársfa utcai kollégium vezetésével; közben elvégezte egyetemi tanulmányait is. 1947-ben belépett a Magyar Kommunista Pártba; később, 1953-ban hat hónapos pártiskolát végzett. 1948-ban katonai szolgálatot vállalt, de 1950-ben leszerelt. 1951-ben megszerezte az általános mérnöki oklevelet, melynek birtokában egyetemi tanársegéd lett. Nem sokkal később azonban az Oktatási Minisztériumba került, ahol kevés idő elteltével mint osztályvezető, később, mint főosztályvezető-helyettes dolgozott.
1954-ben Budapest Főváros Tanácsához helyezték, ahol 1961 januárjáig a Közlekedési Igazgatóság helyettes vezetőjeként tevékenykedett. Közben, 1956 szeptemberében egy éves pártiskolára került, de azt a forradalom miatt nem fejezte be. 1956 végén belépett az MSZMP-be; 1957-től a Fővárosi Tanács pártszervezetének pártbizottsági tagja és (1963-ig) a párt végrehajtó bizottságának tagja lett.
1961-től a Fővárosi Tanács Végrehajtó Bizottsága Városrendezési és Építési Osztályának vezetőjévé nevezték ki, e tisztségét 1967. szeptember 1-ig töltötte be, amikor is az Építésügyi és Városfejlesztési Minisztérium Lakás- és Kommunálisügyi Főosztályának vezetőjévé nevezték ki. 1968. április 1-jétől miniszterhelyettesként dolgozott, posztjáról csak 1983-ban nyugdíjazták. Ezután sem vonult még vissza az aktív közéleti szerepléstől: az év júliusától a 43. sz. Állami Építőipari Vállalat felügyelő-bizottságának elnöke lett.

## Társadalmi szerepvállalásai
- Közlekedéstudományi Egyesület: társelnök;
- Magyar Építőművészek Szövetsége: elnökségi tag;
- a Fővárosi Tanács tagja;
- a Magyar Partizán Szövetség tagja (1948-tól);
- az ENSZ EGB Lakásügyi, Építési és Városrendezési Bizottság magyar tagozatának vezetője (1968-tól).